# Смрт Ивана Иљича
„Смрт Ивана Иљича” (рус. Смерть Ивана Ильича) је новела Лава Толстоја први пут објављена 1886. године, која се сматра једним од ремек-дела његове позне фикције, написана убрзо након његовог верског преобраћења касних 1870-их. Прича прати судију касационог суда у Русији, његове патње и смрт од неизлечиве болести.

## Радња
Иван Иљич живи безбрижним животом који је „најједноставнији и најобичнији и стога најстрашнији”. Као и сви које познаје, он свој живот проводи пењући се на друштвеној лествици. Издржавши брак са женом коју често сматра превише захтевном, он напредује до судије, захваљујући утицају који има на пријатеља који је управо унапређен, фокусирајући се више на свој посао како његов породични живот постаје све мање подношљив.
Док једног дана качи завесе за свој нови дом, незгодно пада и повреди свој бок. Иако у почетку не размишља много о томе, почиње да пати од бола у боку. Како његова нелагодност расте, његово понашање према породици постаје раздражљивије. Његова жена на крају инсистира да посети лекара. Лекар не може тачно да одреди извор његове болести, али убрзо постаје јасно да је његово стање терминално. Суочен са својом дијагнозом, Иван покушава све што може да поправи своју погоршану ситуацију, све док бол не постане толико интензиван да је приморан да престане да ради и да остатак преосталих дана проведе у кревету. Суочава се са својом смртношћу и схвата да, иако ју је свестан, не схвата је истински.
Током дугог и болног процеса умирања, Иван се задржава на идеји да не заслужује своју патњу јер је живео исправно. Да није живео добрим животом, могао би да постоји разлог за његов бол; али јесте, па бол и смрт морају бити произвољни и бесмислени. Пошто почиње да мрзи своју породицу јер избегава тему његове смрти, јер се претвара да је само болестан и да не умире, па он једину утеху проналази у свом сељачком слуги, Герасиму, јединој особи у Ивановом животу која се не боји смрти, а уједно и једини који осим његовог сопственог сина показује саосећање према њему. Иван почиње да се пита да ли је, у ствари, живео добрим животом.
У последњим данима свог живота, Иван прави јасни расцеп између вештачког живота, какав је његов, који прикрива прави смисао живота и изазива страх од смрти, и аутентичног живота, Герасимовог живота. Аутентични живот је обележен саосећањем, вештачки живот личним интересом. Тада „нека сила” удара Ивана у груди и бокове, и он бива доведен у присуство јарке светлости. Његова рука пада на главу његовог оближњег сина, а Иван га сажали. Он више не мрзи своју ћерку или жену, већ осећа сажаљење према њима и нада се да ће их његова смрт ослободити. При томе га напушта страх од смрти, а како Толстој сугерише, сама смрт нестаје.

## Ликови
- Иван Иљич Головин је високо цењени званичник касационог суда, којег је Толстој описао као „ни тако хладног и формалног попут његовог старијег брата, ни дивљег попут млађег, али је био срећан – интелигентан, углађен, живахан и пријатан човек.”[2] Како прича напредује, он постаје све интроспективнији и емотивнији док размишља о разлогу своје мучне болести и смрти.
- Прасковја Фјодоровна Головина је Иванова безосећајна жена. Окарактерисана је као самозаокупљена и незаинтересована за мужевљеве борбе, осим ако оне директно не утичу на њу.
- Герасим је млади слуга Головиних. Он преузима улогу јединог Ивановог тешитеља и старатеља током његове болести.
- Петар Иванович је Иванов дугогодишњи пријатељ и колега. Студирао је права са Иваном и први је препознао Иванову надолазећу смрт.
- Васја је Иванов син, гимназијалац.
- Лиса је Иванова ћерка, верена за Петришчева.
- Петришчев је Лисин вереник, истражни судија.

## Интерпретација
Године 1984, филозоф Меролд Вестфал је рекао да прича описује „смрт као непријатеља који:
(1) наводи нас да сами себе обмањујемо,
(2) одузима нам смисао живота, и
(3) ставља нас у самицу.”
Године 1997, психолог Марк Фриман је написао:
Толстојева књига говори о многим стварима: о тиранији буржоаских финоћа, о страшним слабим тачкама људског срца, о примату и елизији смрти. Али више од свега, додао бих, ради се о последицама живота без смисла, односно без праве и трајне везе са својим животом...
Овоземаљски приказ Ивановог живота заједно са драматизацијом његове дуге и исцрпљујуће борбе са смрћу чини се да директно одражава Толстојеве теорије о моралном животу, које је у великој мери извео током свог одмора од личних и професионалних обавеза 1877. године. У својим предавањима о руској књижевности, руски писац и критичар Владимир Набоков тврди да је за Толстоја грешни живот (као што је Иванов) морална смрт. Стога је смрт, повратак душе Богу, за Толстоја морални живот. Он тврди: „Толстојска формула је следећа, Иван је живео лош живот и пошто лош живот није ништа друго до смрт душе, онда је Иван живео живу смрт; а пошто је иза смрти Божја жива светлост, тада се Иван после смрти обрео у новом животу – Животу са великим Ж.”
Смрт прожима наратив на реалистичан и упијајући начин, али стварна физичност смрти присутна је само у раним поглављима током Ивановог бдења. Уместо тога, прича води читаоца кроз замишљено, метафизичко истраживање разлога смрти и шта значи истински живети. Толстој је био човек који се у великој мери борио са сумњом у себе и духовним размишљањем, посебно када се приближио сопственој смрти 1910. године. У својој књизи Исповест, Толстој пише:
Колико год ми често рекли: „Не можете да разумете смисао живота, зато не размишљајте о томе, већ живите”, ја то више не могу да радим: већ сам то радио предуго. Сада не могу а да не видим дан и ноћ како се врте око мене и доводе ме до смрти. То је све што видим, јер је само то истина. Све остало је лажно.
Ово лично богојављење изазвало је значајан духовни преокрет у Толстојевом животу, навевши га да доведе у питање Руску православну цркву, сексуалност, образовање, кметство, итд. Дела која је Толстој написао током овог периода су нека од његових најконтроверзнијих и најфилозофскијих, међу које спадају Смрт Ивана Иљича и друге познате приповетке као што су Кројцерова соната и Ђаво. Са биографске тачке гледишта, могуће је Смрт Ивана Иљича тумачити као манифестацију Толстојеве замршености и смисла сопственог живота током његових последњих година. Другим речима, драматизацијом одређене врсте начина живота и његовог неподношљивог пада, Толстој је у стању да своју филозофију пренесе да успех, како га оцењује друштво, као што је онај Ивана Иљича, долази по великој моралној цени и ако неко одлучи да је плати, живот ће постати шупаљ и неискрен и самим тим гори од смрти.
Битак и време (1927), магнум опус Мартина Хајдегера, односи се на новелу као илустрацију бића ка смрти.